# Abigail Spears
Abigail Michal Spears (San Diego, Estats Units, 12 de juliol de 1981) és una exjugadora de tennis professional estatunidenca.
En el seu palmarès consten 21 títols del circuit WTA, tot i que realment destaca un títol de Grand Slam, l'Open d'Austràlia 2017, en categoria de dobles mixts. Individualment va arribar a disputar una final del circuit WTA. Va ocupar el 66è lloc del rànquing individual i el 10è lloc del rànquing de dobles femenins.
Fou suspesa per dopatge durant 22 mesos el setembre de 2019, i en finalitzar la suspensió va anunciar la seva retirada.

## Torneigs de Grand Slam

### Dobles mixts: 3 (1−2)
| Resultat   | Núm. | Any  | Torneig          | Parella              | Oponents                     | Marcador         |
| ---------- | ---- | ---- | ---------------- | -------------------- | ---------------------------- | ---------------- |
| Finalista  | 1.   | 2013 | US Open          | Santiago González    | Andrea Hlaváčková Max Mirnyi | 6−7(5), 3−6      |
| Finalista  | 2.   | 2014 | US Open (2)      | Santiago González    | Sania Mirza Bruno Soares     | 1−6, 6−2, [9−11] |
| Guanyadora | 1.   | 2017 | Open d'Austràlia | Juan Sebastián Cabal | Sania Mirza Ivan Dodig       | 6−2, 6−4         |

## Palmarès

### Individual: 1 (0−1)
| Llegenda                     |
| ---------------------------- |
| Grand Slam (0−0)             |
| WTA Tour Championships (0−0) |
| Tier I (0−0)                 |
| Tier II (0−0)                |
| Tier III (0−1)               |
| Tier IV (0−0)                |
| Tier V (0−0)                 |

| Títols per superfície |
| --------------------- |
| Dura (0−0)            |
| Gespa (0−0)           |
| Terra batuda (0−0)    |
| Moqueta (0−1)         |

| Resultat  | Núm. | Data                  | Torneig        | Superfície  | Oponent       | Marcador      |
| --------- | ---- | --------------------- | -------------- | ----------- | ------------- | ------------- |
| Finalista | 1.   | 7 de novembre de 2004 | Quebec, Canadà | Moqueta (i) | Martina Suchá | 5−7, 6−3, 2−6 |

### Dobles femenins: 31 (21−10)
| Abans de 2009                | Després de 2009         |
| ---------------------------- | ----------------------- |
| Grand Slam (0−0)             |                         |
| WTA Tour Championships (0−0) |                         |
| Tier I (0−0)                 | Premier Mandatory (0−0) |
| Tier II (0−0)                | Premier 5 (1−1)         |
| Tier III (1−1)               | Premier (9−5)           |
| Tier IV i V (2−0)            | International (8−3)     |

| Títols per superfície |
| --------------------- |
| Dura (17−8)           |
| Gespa (3−1)           |
| Terra batuda (1−1)    |

| Resultat   | Núm. | Data                   | Torneig                    | Superfície       | Parella            | Oponents                                | Marcador           |
| ---------- | ---- | ---------------------- | -------------------------- | ---------------- | ------------------ | --------------------------------------- | ------------------ |
| Guanyadora | 1.   | 5 de gener de 2003     | Auckland, Nova Zelanda     | Dura             | Teryn Ashley       | Cara Black Elena Likhovtseva            | 6−2, 2−6, 6−0      |
| Guanyadora | 2.   | 15 d'agost de 2004     | Vancouver, Canadà          | Dura             | Bethanie Mattek    | Els Callens Anna-Lena Grönefeld         | 6−3, 6−3           |
| Finalista  | 1.   | 19 de febrer de 2005   | Memphis, Estats Units      | Dura             | Laura Granville    | Yuka Yoshida Miho Saeki                 | 3−6, 4−6           |
| Guanyadora | 3.   | 24 de juliol de 2005   | Cincinnati, Estats Units   | Dura             | Laura Granville    | Květa Peschke M.E. Salerni              | 3−6, 6−2, 6−4      |
| Guanyadora | 4.   | 10 de maig de 2009     | Estoril, Portugal          | Terra batuda     | Raquel Kops-Jones  | Sharon Fichman Katalin Marosi           | 2−6, 6−3, [10−5]   |
| Finalista  | 2.   | 14 de juny de 2009     | Birmingham, Regne Unit     | Gespa            | Raquel Kops-Jones  | Cara Black Liezel Huber                 | 1−6, 4−6           |
| Guanyadora | 5.   | 27 de setembre de 2009 | Seül, Corea del Sud        | Dura             | Chan Yung-jan      | Carly Gullickson Nicole Kriz            | 6−3, 6−4           |
| Finalista  | 3.   | 18 d'octubre de 2009   | Osaka, Japó                | Dura             | Chanelle Scheepers | Lisa Raymond Chuang Chia-jung           | 2−6, 4−6           |
| Finalista  | 4.   | 7 d'agost de 2011      | San Diego, Estats Units    | Dura             | Raquel Kops-Jones  | Květa Peschke Katarina Srebotnik        | 0−6, 2−6           |
| Guanyadora | 6.   | 18 de setembre de 2011 | Quebec, Canadà             | Dura             | Raquel Kops-Jones  | Jamie Hampton Anna Tatishvili           | 6−0, 3−6, [10−6]   |
| Finalista  | 5.   | 7 de gener de 2012     | Brisbane, Austràlia        | Dura             | Raquel Kops-Jones  | N. Llagostera Vives A. Parra Santonja   | 6−7(2), 6−7(2)     |
| Finalista  | 6.   | 19 de febrer de 2012   | Doha, Qatar                | Dura             | Raquel Kops-Jones  | Liezel Huber Lisa Raymond               | 3−6, 1−6           |
| Guanyadora | 7.   | 23 de juliol de 2012   | Carlsbad, Estats Units     | Dura             | Raquel Kops-Jones  | Vania King Nàdia Petrova                | 6−2, 6−4           |
| Guanyadora | 8.   | 23 de setembre de 2012 | Seül (2)                   | Dura             | Raquel Kops-Jones  | Akgul Amanmuradova Vania King           | 2−6, 6−2, [10−8]   |
| Guanyadora | 9.   | 29 de setembre de 2012 | Tòquio, Japó               | Dura             | Raquel Kops-Jones  | Anna-Lena Grönefeld Květa Peschke       | 6−1, 6−4           |
| Guanyadora | 10.  | 14 d'octubre de 2012   | Osaka                      | Dura             | Raquel Kops-Jones  | K. Date-Krumm Heather Watson            | 6−1, 6−4           |
| Guanyadora | 11.  | 29 de juliol de 2013   | Stanford, Estats Units     | Dura             | Raquel Kops-Jones  | Julia Görges Darija Jurak               | 6−2, 7−6(4)        |
| Guanyadora | 12.  | 5 d'agost de 2013      | Carlsbad (2)               | Dura             | Raquel Kops-Jones  | Chan Hao-ching Janette Husárová         | 6−4, 6−1           |
| Finalista  | 7.   | 22 de setembre de 2013 | Seül                       | Dura             | Raquel Kops-Jones  | Chan Chin-wei Xu Yifan                  | 5−7, 3−6           |
| Finalista  | 8.   | 22 de febrer de 2014   | Dubai, Emirats Àrabs Units | Dura             | Raquel Kops-Jones  | Al·la Kudriàvtseva Anastassia Rodiónova | 2−6, 7−5, [8−10]   |
| Guanyadora | 13.  | 15 de juny de 2014     | Birmingham, Regne Unit     | Gespa            | Raquel Kops-Jones  | Ashleigh Barty Casey Dellacqua          | 7−6(1), 6−1        |
| Guanyadora | 14.  | 18 d'agost de 2014     | Cincinnati (2)             | Dura             | Raquel Kops-Jones  | Tímea Babos Kristina Mladenovic         | 6−1, 2−0, retirada |
| Finalista  | 9.   | 16 de gener de 2015    | Sydney, Austràlia          | Dura             | Raquel Kops-Jones  | Bethanie Mattek-Sands Sania Mirza       | 3−6, 3−6           |
| Guanyadora | 15.  | 28 de febrer de 2015   | Doha                       | Dura             | Raquel Kops-Jones  | Hsieh Su-wei Sania Mirza                | 6−4, 6−4           |
| Guanyadora | 16.  | 14 de juny de 2015     | Nottingham, Regne Unit     | Gespa            | Raquel Kops-Jones  | Jocelyn Rae Anna Smith                  | 3−6, 6−3, [11−9]   |
| Guanyadora | 17.  | 18 d'octubre de 2015   | Linz, Àustria              | Dura             | Raquel Kops-Jones  | Andrea Hlaváčková Lucie Hradecká        | 6−3, 7−5           |
| Guanyadora | 18.  | 23 de juliol de 2016   | Stanford (2)               | Dura             | Raquel Atawo       | Darija Jurak Anastassia Rodiónova       | 6−3, 6−4           |
| Guanyadora | 19.  | 18 de febrer de 2017   | Doha (2)                   | Dura             | Katarina Srebotnik | Olga Savchuk Iaroslava Xvédova          | 6−3, 7−6(7)        |
| Finalista  | 10.  | 30 d'abril de 2017     | Stuttgart, Alemanya        | Terra batuda (i) | Katarina Srebotnik | Raquel Atawo Jeļena Ostapenko           | 4−6, 4−6           |
| Guanyadora | 20.  | 6 d'agost de 2017      | Stanford (3)               | Dura             | CoCo Vandeweghe    | Alizé Cornet Alicja Rosolska            | 6−2, 6−3           |
| Guanyadora | 21.  | 17 de juny de 2018     | Nottingham (2)             | Gespa            | Alicja Rosolska    | Mihaela Buzărnescu Heather Watson       | 6−3, 7−6(5)        |

### Dobles mixts: 3 (1−2)
| Resultat   | Núm. | Data                  | Torneig                     | Superfície | Parella              | Oponents                     | Marcador         |
| ---------- | ---- | --------------------- | --------------------------- | ---------- | -------------------- | ---------------------------- | ---------------- |
| Finalista  | 1.   | 9 de setembre de 2013 | US Open, Estats Units       | Dura       | Santiago González    | Andrea Hlaváčková Max Mirnyi | 6−7(5), 3−6      |
| Finalista  | 2.   | 8 de setembre         | US Open (2)                 | Dura       | Santiago González    | Sania Mirza Bruno Soares     | 1−6, 6−2, [9−11] |
| Guanyadora | 1.   | 29 de gener de 2017   | Open d'Austràlia, Austràlia | Dura       | Juan Sebastián Cabal | Sania Mirza Ivan Dodig       | 6−2, 6−4         |

## Palmarès

### Dobles femenins
| Torneig | 1998 | 1999 | 2000 | 2001 | 2002 | 2003 | 2004 | 2005 | 2006 | 2007 | 2008 | 2009 | 2010 | 2011 | 2012 | 2013 | 2014 | 2015 | 2016 | 2017 | 2018 | 2019 | Títols | V – D   |
| --- | ---- | ---- | ---- | ---- | ---- | ---- | ---- | ---- | ---- | ---- | ---- | ---- | ---- | ---- | ---- | ---- | ---- | ---- | ---- | ---- | ---- | ---- | ------ | ------- |
| Open d'Austràlia | A    | A    | A    | A    | 2R   | 1R   | 1R   | 1R   | 1R   | A    | A    | 2R   | 1R   | 3R   | 1R   | 2R   | SF   | QF   | 2R   | 1R   | 2R   | 2R   | 0 / 16 | 15 – 16 |
| Roland Garros | A    | A    | A    | A    | 1R   | 2R   | 3R   | A    | A    | A    | A    | 1R   | 1R   | 1R   | 2R   | 1R   | 2R   | 1R   | 2R   | 2R   | 1R   | 3R   | 0 / 14 | 9 – 14  |
| Wimbledon | A    | A    | A    | A    | 1R   | 1R   | 1R   | 3R   | 1R   | A    | 3R   | 1R   | 1R   | 2R   | QF   | 3R   | 3R   | SF   | SF   | 1R   | SF   | 3R   | 0 / 17 | 26 – 17 |
| US Open | 1R   | 1R   | A    | 1R   | 2R   | 2R   | 1R   | 1R   | 1R   | 1R   | QF   | 1R   | 1R   | 1R   | 3R   | 2R   | 1R   | 3R   | 1R   | 1R   | 1R   | 2R   | 0 / 21 | 11 – 21 |
| Rànquing a final d'any | –    | –    | 226  | 148  | 75   | 57   | 88   | 58   | 237  | 109  | 68   | 43   | 58   | 36   | 14   | 23   | 12   | 18   | 21   | 27   | 29   | 35   |        |         |
| Llegenda: G: Guanyadora; F: Finalista; SF: Semifinalista; QF: Quarts de final; Q: Qualificació; A: Absent; RR: Round Robin; |      |      |      |      |      |      |      |      |      |      |      |      |      |      |      |      |      |      |      |      |      |      |        |         |

### Dobles mixts
| Open d'Austràlia | A  | A  | A  | A  | A | A | A | A  | A  | A  | 2R | 2R | 2R | 2R | A  | G  | QF | QF | 1 / 7  | 13 – 6  |
| Roland Garros | A  | A  | A  | A  | A | A | A | A  | A  | A  | 1R | 1R | 2R | 2R | 1R | 2R | QF | A  | 0 /    | 5 – 7   |
| Wimbledon | 2R | 2R | 1R | 2R | A | A | A | 1R | A  | 1R | 2R | 2R | 2R | 1R | A  | 3R | QF | 1R | 0 / 13 | 11 – 13 |
| US Open | 2R | A  | A  | A  | A | A | A | 1R | 2R | 1R | 2R | F  | F  | 1R | 2R | QF | 2R | 2R | 0 / 12 | 16 – 12 |
| Llegenda: G: Guanyadora; F: Finalista; SF: Semifinalista; QF: Quarts de final; Q: Qualificació; A: Absent; RR: Round Robin; |    |    |    |    |   |   |   |    |    |    |    |    |    |    |    |    |    |    |        |         |